# أليخاندرو باتشيكو
أليخاندرو باتشيكو (بالإنجليزية: Alejandro Pacheco) هو صحفي أمريكي، ولد في 5 سبتمبر 1972 في بلنسية في إسبانيا.